# Xavier Kouassi
Xavier Laglais Kouassi (sinh ngày 28 tháng 12 năm 1989) là một cầu thủ bóng đá người Bờ Biển Ngà thi đấu ở vị trí tiền vệ thi đấu cho Pau FC ở Ligue 2.
Anh giành hầu hết sự nghiệp ở Giải bóng đá vô địch quốc gia Thụy Sĩ, khởi đầu ở Servette và có hai mùa giải ở Sion. Anh có tổng cộng 215 lần ra sân, và vô địch Cúp bóng đá Thụy Sĩ với Sion năm 2015. Anh cũng từng thi đấu một mùa giải tại Major League Soccer cho New England Revolution, vào năm 2017.
Kouassi có một lần khoác áo cho đội tuyển Bờ Biển Ngà thi đấu với Israel vào tháng 8 năm 2011.

## Sự nghiệp câu lạc bộ

### Sự nghiệp ban đầu
Sinh ra ở San-Pédro, Kouassi bắt đầu sự nghiệp tại câu lạc bộ quê hương Séwé Sport de San Pedro trước khi chuyển đến Servette FC ở Giải bóng đá vô địch quốc gia Thụy Sĩ năm 2009. Anh có màn ra mắt thi đấu chuyên nghiệp vào ngày 1 tháng 11 năm đó, thi đấu hết 90 phút trong chuyến làm khách với trận hòa không bàn thắng trước FC Winterthur.
Vào ngày 16 tháng 7 năm 2013, Kouassi chuyển đến FC Sion ở cùng giải đấu, với bản hợp đồng 3 năm. Anh thi đấu 5 trong 6 trận và vô địch Cúp bóng đá Thụy Sĩ mùa giải 2014–15, bao gồm chiến thắng 3–0 trong trận chung kết trước FC Basel vào ngày 7 tháng 6.

### New England Revolution
Kouassi gia nhập New England Revolution của Major League Soccer vào ngày 1 tháng 2 năm 2016. Tuy nhiên, một chấn thương lớn ở đầu gối phải đã buộc anh nghỉ thi đấu trong hơn một năm và không ra mắt đội bóng mới cho đến ngày 19 tháng 3 năm 2017 trong thất bại 2–1 trước FC Dallas; mặc dù trước đó chỉ thi đấu 45 phút mỗi trận ở giai đoạn tiền mùa giải do chấn thương, lần này anh thi đấu 79 phút. Anh được huấn luyện viên trưởng Jay Heaps và đồng đội Scott Caldwell khen ngợi về màn trình diễn của mình.
Vào ngày 1 tháng 6 năm 2017, Kouassi ghi bàn thắng duy nhất cho Revs, có được trận hòa 2–2 trước New York City FC. Vào tháng 9, anh nhận thẻ đỏ trực tiếp trong các thất bại thảm hại trên sân khách trước Atlanta United FC (7–0) và Orlando City SC (6–1), lần lượt ở phút thứ 16 và 11.

### Trở lại Sion
Kouassi trở lại Sion vào ngày 15 tháng 2 năm 2018, ngày cuối cùng của kì chuyển nhượng ở Thụy Sĩ. Vào tháng 2 năm 2020, trước khi Super League bị hoãn do đại dịch COVID-19, anh bị truất quyền thi đấu trong các trận đấu liên tiếp trước FC Zürich và Neuchâtel Xamax FCS; sự sa thải sau đó khiến anh bị chủ câu lạc bộ Christian Constantin chỉ trích công khai, cho rằng nó đã hủy hoại nỗ lực của toàn đội.
Đội trưởng Kouassi và tám cầu thủ khác bị Sion sa thải vào ngày 20 tháng 3 năm 2020, sau khi từ chối giảm lương trong bối cảnh đại dịch.

### Neuchâtel Xamax
Vào ngày 16 tháng 6 năm 2020, Kouassi kí hợp đồng với Neuchâtel Xamax.

### Pau FC
Vào ngày 13 tháng 9 năm 2020, Kouassi kí hợp đồng với Pau FC.

## Sự nghiệp quốc tế
Kouassi có 1 lần khoác áo cho Bờ Biển Ngà, vào ngày 10 tháng 8 năm 2011. Anh thay cho Gervinho ở phút cuối cùng trong chiến thắng giao hữu 4–3 trước Israel trên sân Stade de Genève, sân nhà của câu lạc bộ Servette.

## Danh hiệu
FC Sion
- Cúp bóng đá Thụy Sĩ: 2014–15[3]